# Oleksandr Hwosdyk
Oleksandr Serhijowytsch Hwosdyk (ukrainisch Олександр Сергійович Гвоздик, russisch Александр Сергеевич Гвоздик Alexander Sergejewitsch Gwosdik, engl. Transkription Oleksandr Hvozdyk; * 15. April 1987 in Charkiw, Ukrainische Sozialistische Sowjetrepublik) ist ein ukrainischer Profiboxer und ehemaliger WBC-Weltmeister im Halbschwergewicht. Als Amateur gewann er eine Bronzemedaille im Halbschwergewicht bei den Olympischen Sommerspielen 2012.

## Amateurkarriere
Oleksandr Hwosdyk boxte als Amateur im Halbschwergewicht (-81 kg) und bestritt rund 250 Kämpfe. Er gewann 2008 die World University Championships in Kasan und nahm an den Weltmeisterschaften 2009 in Mailand teil. Dort besiegte er Nikolajs Grišuņins und Assane Faye, ehe er im Achtelfinale knapp mit 2:2+ gegen René Krause ausschied. Bei den Europameisterschaften 2010 in Moskau besiegte er in der Vorrunde Gottlieb Weiss, unterlag dann aber im Achtelfinale gegen Ainar Karlson.
Bei den Weltmeisterschaften 2011 in Baku erreichte er mit Siegen gegen Jovan Young, Imre Szellő und Ramil Aliyev das Viertelfinale, wo er gegen Jegor Mechonzew unterlag. Durch das Erreichen des WM-Viertelfinales hatte er sich für die Olympischen Spiele 2012 in London qualifiziert, wo er eine Bronzemedaille gewann. Er hatte Michail Dauhaljawez, Osmar Bravo und Abdelhafid Benchabla besiegt, ehe er im Halbfinale knapp mit 13:13+ gegen Ädilbek Nijasymbetow ausgeschieden war.
2013 gewann er noch die Sommer-Universiade in Kasan und schlug dabei Ainar Karlson, Kim Hyeong-kyu, Michail Dauhaljawez und Dmitri Biwol. Darüber hinaus war Hwosdyk Ukrainischer Meister der Jahre 2009, 2010 und 2011.

### World Series of Boxing
In der Saison 2011/2012 startete Hwosdyk für Dynamo Moscow in der World Series of Boxing. Während der Saison bestritt er nur zwei Kämpfe, die er jedoch beide gewann. In den Playoffs wurde er sowohl im Halbfinale gegen die Astana Arlans eingesetzt, Hwosdyk schlug hier Abdelhafid Benchabla, als auch im Finale gegen Milano Thunder. Mit seinem Sieg über Imre Szellő holte er den einzigen Punkt seiner Mannschaft.
In der Saison 2012/2013 wechselte Hwosdyk zu den Ukrainian Otamans. Wieder erreichte seine Mannschaft das Finale, wozu er mit zwei Siegen innerhalb der Saison gegen die Vertreter der British Lionhearts und Italia Thunders und im Halbfinale gegen Abdelhafid Benchabla von Italia Thunder, beitrug. Im Finale schlug er zwar Ehsan Rouzbahani von den Astana Arlans, konnte damit die knappe Niederlage seines Teams jedoch nicht verhindern. In der WSB blieb er in neun Kämpfen ungeschlagen.

## Profikarriere
Seit 2014 boxt Hwosdyk im Profilager. Er steht bei Top Rank Promotions unter Vertrag, sein Manager ist Egis Klimas. Seine Trainer sind Marco Contreras und Teddy Atlas. Sein Profidebüt gewann er am 12. April 2014 in Las Vegas.
Im April 2016 gewann er gegen Nadjib Mohammedi den NABF-Titel im Halbschwergewicht und verteidigte diesen gegen Tommy Karpency und Isaac Chilemba. Im April 2017 besiegte er Yunieski Gonzalez und gewann dadurch zusätzlich den NABO-Titel. Beide Titel verteidigte er noch im August 2017 gegen Craig Baker.
Im März 2018 schlug er Mehdi Amar beim Kampf um die Interims-Weltmeisterschaft der WBC und konnte dadurch gegen den amtierenden WBC-Weltmeister Adonis Stevenson antreten. Diesen besiegte er am 1. Dezember 2018 in Québec durch Knockout in der elften Runde. Im März 2019 verteidigte er den Titel durch TKO in der fünften Runde gegen Doudou Ngumbu.
Am 18. Oktober 2019 verlor er nach drei Niederschlägen durch TKO in der zehnten Runde gegen den russischen IBF-Weltmeister Artur Beterbijew. Am 15. Juni 2024 verlor er beim Kampf um die WBC-Interimsweltmeisterschaft im Halbschwergewicht nach Punkten gegen David Benavidez.

## Ehrungen
Am 25. Juli 2013 wurde ihm vom ukrainischen Präsidenten der ukrainische Verdienstorden 2. Klasse für die Erreichung hoher Sportergebnisse auf der XXVII. Welt-Sommer-Universiade in Kasan verliehen.